# Марошвари, Бела
Бе́ла Ма́рошвари (венг. Béla Marosvári; 7 января 1919, Тимишоара — 4 января 1976, Будапешт), также известный как Адалберт Маркштайнер (рум. Adalbert Marksteiner) — румынский и венгерский футболист, игрок сборных Румынии и Венгрии, футбольный тренер.

## Карьера
19 сентября 1937 года он дебютировал за футбольный клуб «Рипенсия» в высшей лиге чемпионата Румынии в матче против футбольного клуба «Спортул», который закончился победой «Тимишоары» со счетом 4:3. В сезоне 1937/38 годов он принял участие в 17 матчах лиги и забил 18 голов. Он был членом чемпионской команды «Тимишоара». В следующем сезоне он занял второе место в команде и забил 21 гол в 21 игре, став лучшим бомбардиром лиги. В сезоне 1939/40 годов он занял лишь шестое место в составе команды «Тимишоара». В том сезоне он провел 19 матчей и забил 15 голов. Следующий сезон он начал в составе «Тимишоары» и забил 8 голов в 6 матчах. Последний раз он играл за «Тимишоару» 20 октября 1940 года. В общей сложности он забил 62 гола в 63 матчах румынской лиги.
В 1940 году перешёл в «Чепель», в котором отыграл в течение 12 сезонов и завершил в этом клубе карьеру.

## Статистика выступлений
| Клуб             | Сезон            | Лига | Лига | Кубки | Кубки | Кубок Митропы | Кубок Митропы | Итого | Итого |
| Клуб             | Сезон            | Игры | Голы | Игры  | Голы  | Игры          | Голы          | Игры  | Голы  |
| ---------------- | ---------------- | ---- | ---- | ----- | ----- | ------------- | ------------- | ----- | ----- |
| Рипенсия         | 1937/38          | 17   | 18   | ?     | ?     | 0             | 0             | 17+   | 18+   |
| Рипенсия         | 1938/39          | 21   | 21   | ?     | ?     | 4             | 2             | 25+   | 23+   |
| Рипенсия         | 1939/40          | 19   | 15   | ?     | ?     | 0             | 0             | 19+   | 15+   |
| Рипенсия         | 1940/41          | 6    | 8    | 0     | 0     | 0             | 0             | 6     | 8     |
| Рипенсия         | Итого            | 63   | 62   | ?     | ?     | 4             | 2             | 67+   | 64+   |
| Чепель           | 1940/41          | 13   | 5    | ?     | ?     | 0             | 0             | 13+   | 5+    |
| Чепель           | 1941/42          | 29   | 19   | 1+    | ?     | -             | -             | 30+   | 19+   |
| Чепель           | 1942/43          | 30   | 20   | ?     | ?     | -             | -             | 30+   | 20+   |
| Чепель           | 1943/44          | 26   | 13   | ?     | ?     | -             | -             | 26+   | 13+   |
| Чепель           | 1944/45          | 1    | 0    | -     | -     | -             | -             | 1     | 0     |
| Чепель           | 1944             | 11   | 8    | -     | -     | -             | -             | 11    | 8     |
| Чепель           | 1945             | 21   | 9    | -     | -     | -             | -             | 21    | 9     |
| Чепель           | 1945/46          | 36   | 29   | -     | -     | -             | -             | 36    | 29    |
| Чепель           | 1946/47          | 30   | 18   | -     | -     | -             | -             | 30    | 18    |
| Чепель           | 1947/48          | 31   | 22   | -     | -     | -             | -             | 31    | 22    |
| Чепель           | 1948/49          | 26   | 8    | -     | -     | -             | -             | 26    | 8     |
| Чепель           | 1949/50          | 25   | 8    | -     | -     | -             | -             | 25    | 8     |
| Чепель           | 1950             | 13   | 6    | -     | -     | -             | -             | 13    | 6     |
| Чепель           | 1951             | 4    | 0    | 0     | 0     | 0             | 0             | 4     | 0     |
| Чепель           | Итого            | 296  | 165  | 1+    | ?     | 0             | 0             | 297+  | 165+  |
| Всего за карьеру | Всего за карьеру | 359  | 227  | 1+    | ?     | 4             | 2             | 364+  | 229+  |